# Odrosty

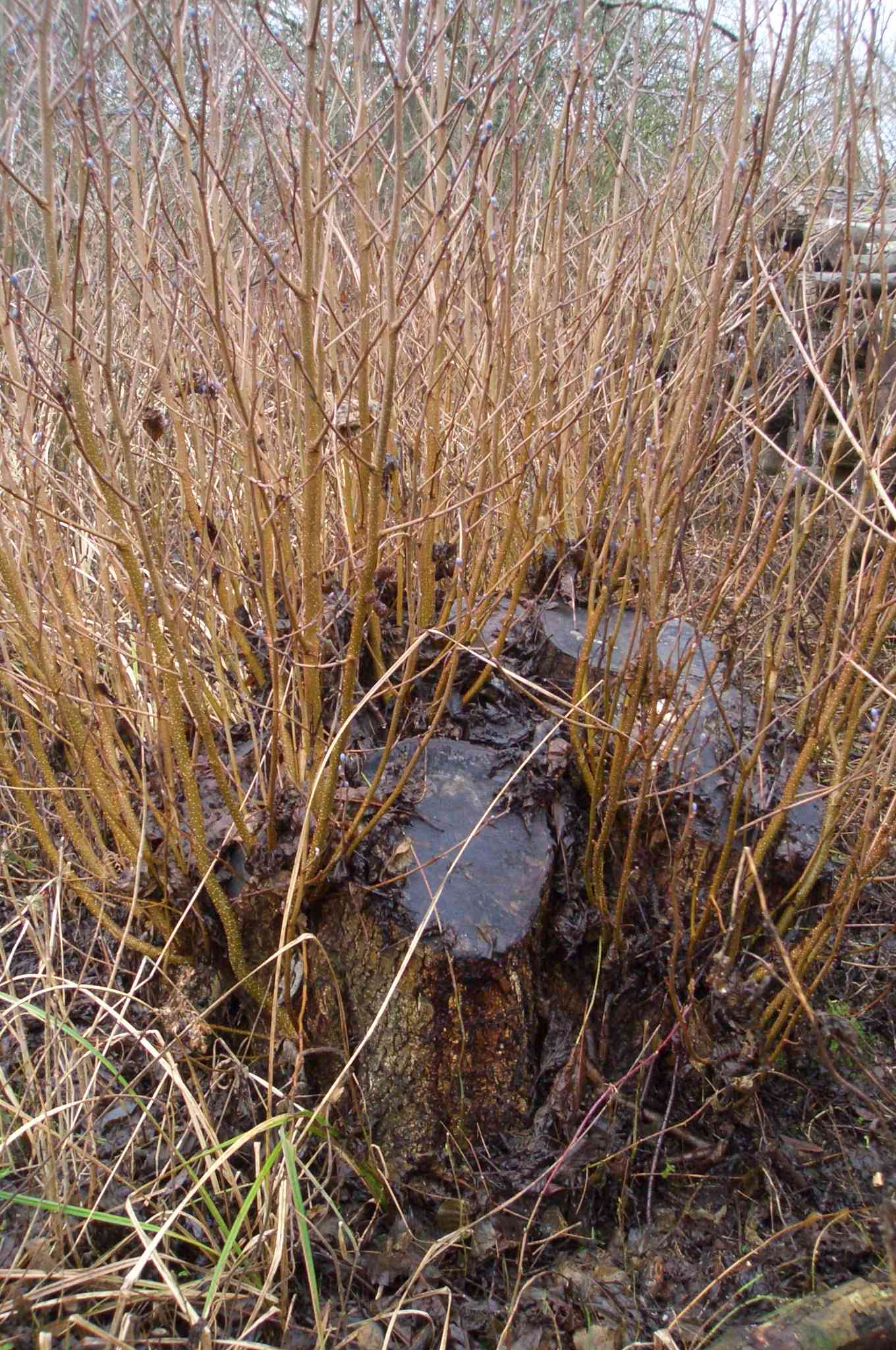
Odrosty po ścięciu olszy

Odrosty, odrośla – pędy rozwijające się z pąków śpiących lub przybyszowych na korzeniach lub w dolnej części pnia roślin drzewiastych. 
Pąki śpiące w dolnej części pnia rozwijają się zwykle w przypadku ścięcia pnia drzewa lub krzewu, pąki przybyszowe powstają na pniu lub na korzeniach w miejscu ich uszkodzenia. Odrośla stosowane są do rozmnażania wegetatywnego wielu gatunków drzew i krzewów w ogrodnictwie oraz w leśnictwie podczas odnowienia odroślowego lasów zwanych odroślowymi. Zarówno w jednym, jak i drugim przypadku rozmnażanie za pomocą odrośli nie odgrywa zwykle dużego znaczenia praktycznego w warunkach Europy Środkowej, nie pozwala bowiem na szybką produkcję materiału sadzeniowego w ogrodnictwie i uzyskanie wartościowych sortymentów drewna (w Europie Południowej lasy odroślowe zajmują już jednak rozległe obszary). W przypadku niektórych gatunków, jak np. lilak pospolity (Syringa vulgaris), robinia akacjowa (Robinia pseudoacacia), odrośla mogą stać się uciążliwymi chwastami. Odrośla rozwijające się z podkładek, na których rosną szlachetne odmiany, powinny być usuwane, ponieważ niekorzystnie wpływają na rozwój zaszczepionych roślin. 
Odrost bywa odróżniany od odrośli jako pęd rozwijający się z pąka przybyszowego w przypadku zniszczenia (np. zgryzienia przez zwierzę) pędu siewki. Odrost przejmuje wówczas funkcję normalnego pędu głównego. 